# 克雷格 (密蘇里州)
克雷格（英語：Craig）是位於美國密蘇里州霍爾特縣的城市。

## 人口
根據2020年美國人口普查的數據，克雷格的面積為0.67平方千米，皆為陸地。當地共有人口105人，而人口密度為每平方千米157人。